# Підсніжник складчастий
Підсніжник складчастий (Galanthus plicatus M.Bieb.) — багаторічна цибулинна рослина. Один з трьох видів роду флори України. Назва роду походить від грецьких слів (гала «молоко» та антос «квітка»), які в перекладі означають «молочно-квітковий» (колір квіток цієї рослини схожий на колір молока). «Складчастий» — від складки на листкові. Підсніжник складчастий трапляється в передгір'ях та горах, на узбіччі лісів і в чагарниках. Кримськотатарською підсніжник зветься aqbardaq — «білий стакан».

## Ареал виду та його поширення в Україні
Північно-причорноморський вид. Поширення: Добруджа (Румунія), Бессарабська височина (єдиний локалітет в Молдові), Гірський Крим (Україна), Кавказ (Росія, Грузія). Вікарний вид — підсніжник візантійський (G. byzantinus Barker) поширений у Туреччині та Греції.

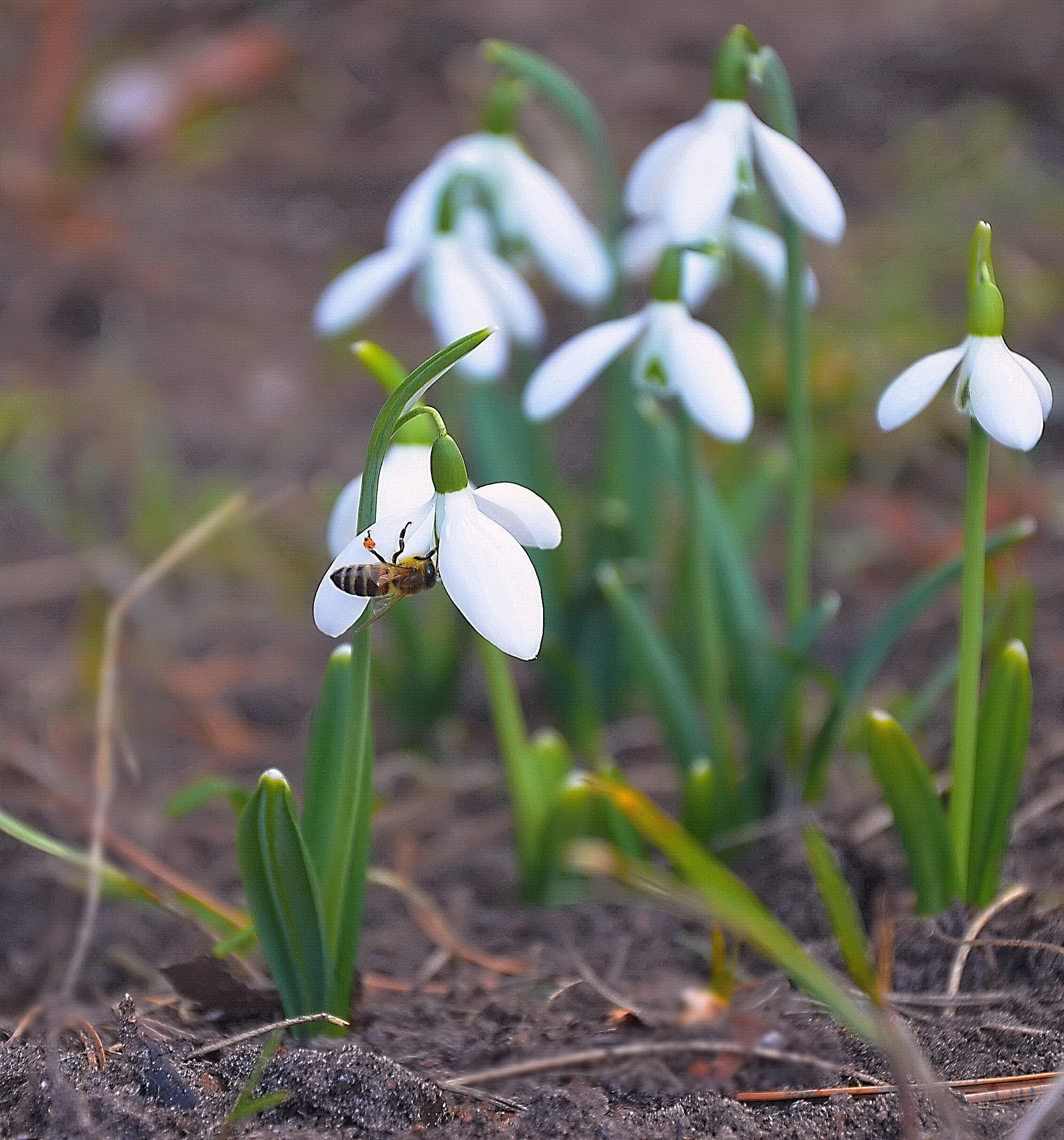
Підсніжник складчастий на початку березня

В Україні підсніжник складчастий поширений у горах Гірського Криму від Балаклави до Коктебелю (виключаючи яйли). За межами суцільного ареалу трапляються окремі острівні локалітети (Черкаська обл., Холодний Яр). Є декілька гіпотез походження цих локалітетів: реліктова (з прадавніх часів, коли ліси Подніпров'я та Криму становили собою одну екосистему) та адвентивна (завезення з ареалу поширення).

## Умови місцезростання
Широколистяні ліси на схилах Кримських гір з нижнього до верхнього поясів, на добре розвинутих бурих ґрунтах. Вид прилучений також до шиблякових угруповань. Популяції залишаються навіть після порушення ценозу. Мезофіт, ефемероїд, сциофіт.

## Чисельність та структура популяцій
Популяції місцями чисельні (багато млн особин), з нормальним віковим спектром. Наприклад, на г. Каратау: прегенеративних особин 65 %, генеративних 35 %; на Південному березі Криму, гомеостатичні, характеризуються високою щільністю (до 350 особин на м2), повночленністю, з лівосторонніми спектрами вікових станів.

## Загальна біоморфологічна характеристика
Геофіт. Багаторічна трав'яна рослина 10-25 см заввишки. Цибулина яйцеподібна зі світлими оболонками. Листки лінійні, сизо-зелені, з восковим нальотом, складчасті, по краях загнуті вниз. Квітки запашні, поодинокі, пониклі, 2-3 см завдовжки. Зовнішні листочки оцвітини білі, внутрішні з яскраво- або жовто-зеленою плямою, яка може бути як підковоподібною біля самої виїмки, так і охоплювати всю поверхню листочка до його основи. Цвіте в лютому-квітні, плодоносить у червні-липні. Плід — куляста чорнувата коробочка до 1 см у діаметрі. Розмножується насінням та поділом цибулини.

## Охорона

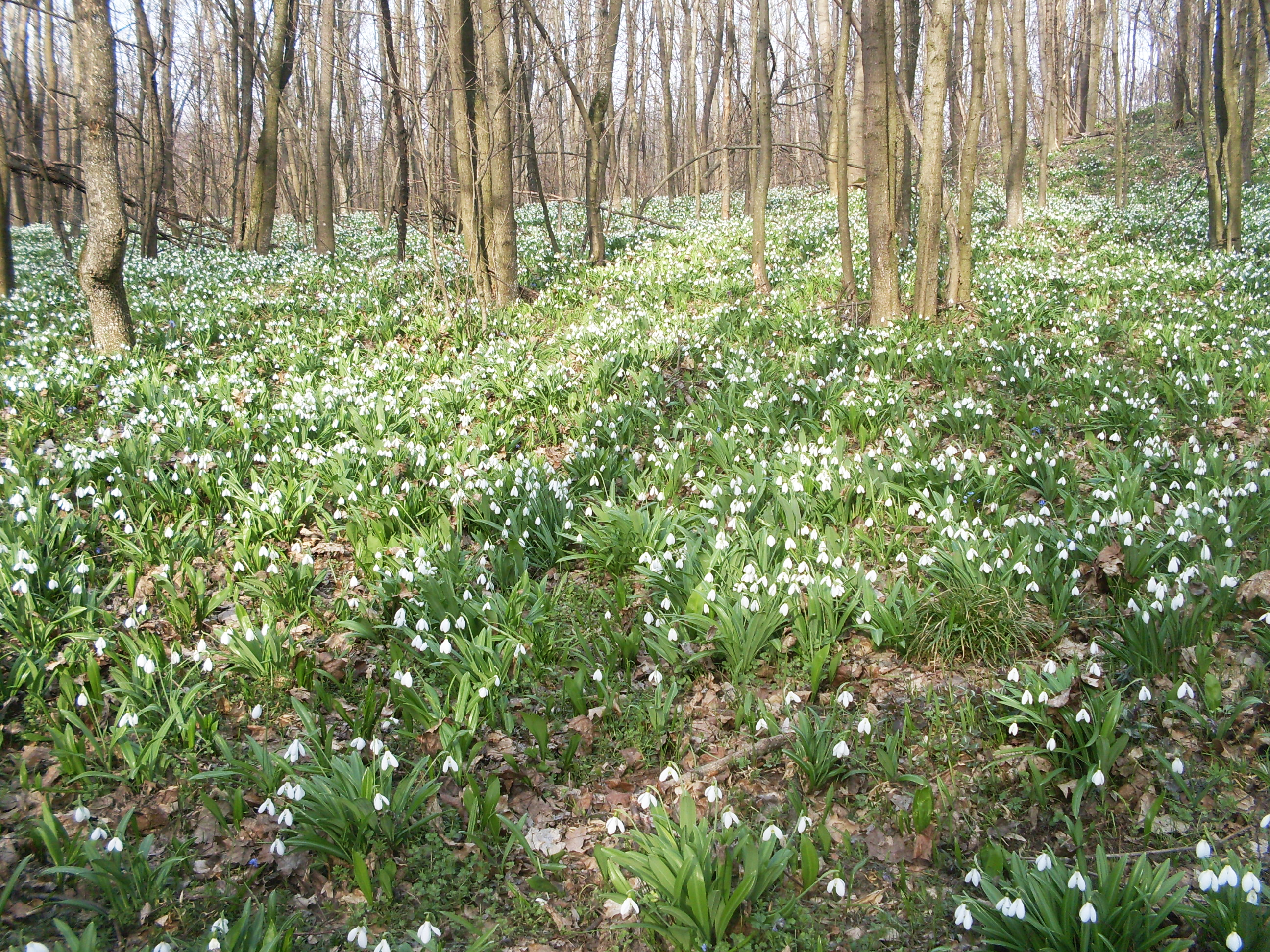
У заказнику «Білосніжний»

Охороняють у Ялтинському гірсько-лісовому, Кримському, «Мис Мартьян», Карадазькому природних заповідниках, заказниках загальнодержавного значення «Фіолент», «Айя», «Байдарський», «Великий каньйон Криму», «Аю-Даг», «Кубалач», «Хапхальский» та на території НПП «Холодний Яр» на Черкащині. Заборонено проведення суцільних рубок лісу, викопування, заготівля і продаж рослин. Підсніжник потребує охорони, він занесений до Червоної книги України.

## Розмноження та розведення у спеціально створених умовах
Культивують в Національному ботанічному саду ім. М. М. Гришка НАН України, Нікітському ботанічному саду — ННЦ УААН, в ботанічних садах Київського, Львівського, Одеського, Харківського університетів.